# Tiéyaxo Bozo jezik
Tiéyaxo Bozo jezik (ISO 639-3: boz; boso, tégué, tie, tiemaxo, tiéyakho, tigemaxo, tiguémakho, tyeyaxo), nigersko-kongoanski jezik iz skupine boso, kojim govori 118 000 ljudi (1987 popis) na rijekama Niger i Diaka u Maliju. Osim etničkih Bozoa govore ga kao 1. jezik i neki pripadnici naroda Marka i Somono koji žive među njima.
Leksički mu je najbliži jenaama boso [bze], 53%. Zajedno s jezicima hainyaxo bozo [bzx] i tiemacèwè bozo [boo], svi iz Malija, čini istočnu boso podskupinu.
Naziv boso je Bambara termin u značenju kuća od bambusa, što je na kraju postalo naziv etničke grupe

## Vanjske poveznice
- Ethnologue (14th)
- Ethnologue (15th)